# Entfernungsmesser (Kamera)

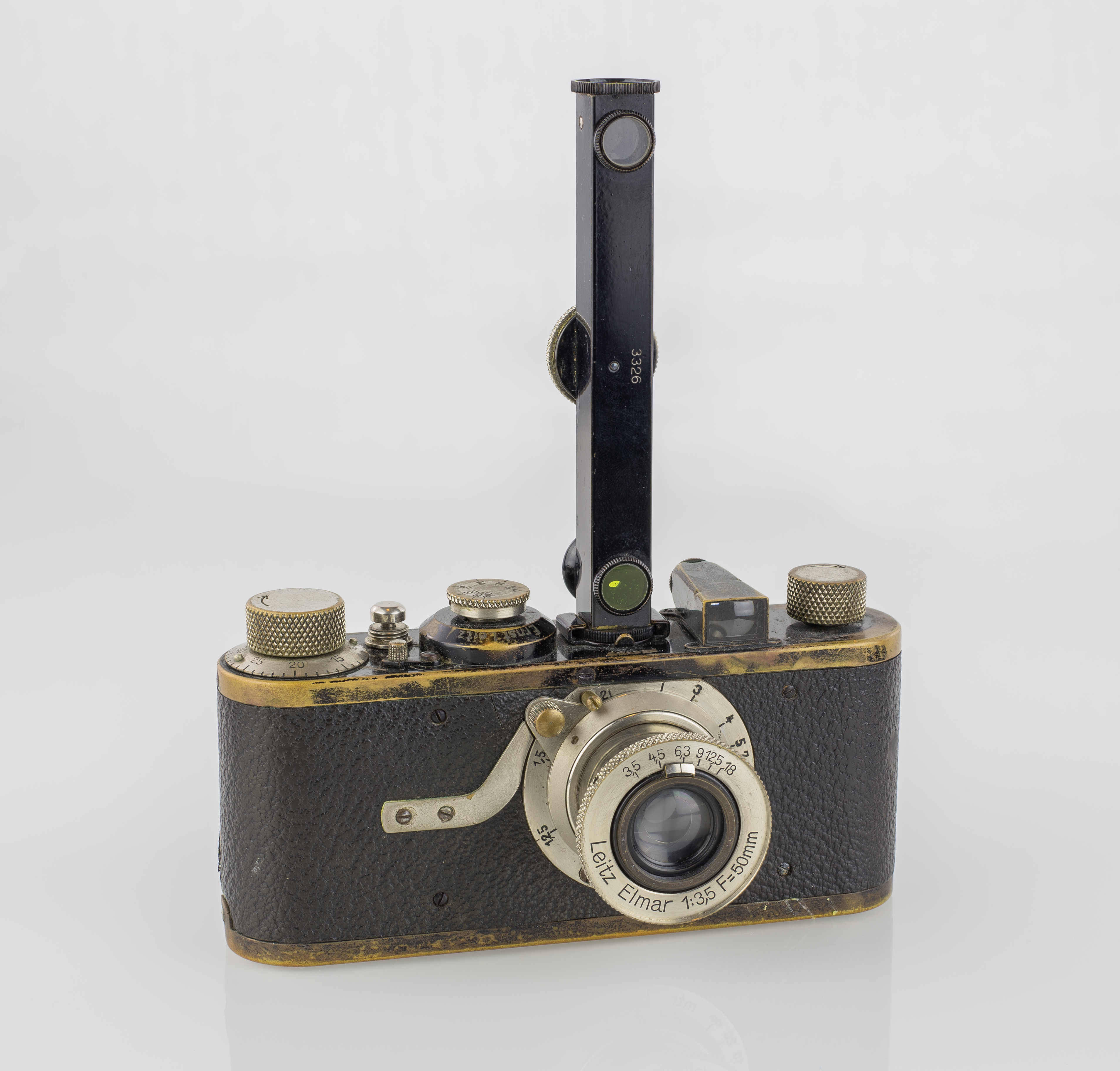
Leica I-Kleinbildkamera (1927) mit in den Zubehörschuh eingeschobenem Entfernungsmesser

Entfernungsmesser ist ein Begriff aus der Fototechnik. Es ist ein optisches Gerät und es wird in der Fotografie zur Bestimmung des Aufnahmeabstandes zwischen Kamera und Motiv eingesetzt, um das verwendete Objektiv auf die korrekte Entfernung scharf einstellen zu können.

## Bedeutung
In den Anfängen der Fotografie wurde die Entfernung bei der Aufnahme nur abgeschätzt, bestenfalls mit Maßband oder Gliedermaßstab nachgemessen. Anschließend wurde die ermittelte Distanz am Objektiv eingestellt, bzw. die Kamerafront mit dem Objektiv soweit verschoben, dass mit einer scharfen Aufnahme zu rechnen war.
Auch heute wird beim Dreh von Filmproduktionen häufig die Entfernung noch von Hand gemessen.
Später wurde auf geätzten oder geschliffenen Mattscheiben durch das Objektiv hindurch scharfgestellt. Immerhin musste damit der Kamerastandpunkt nicht mehr verlassen werden. Das Verfahren ist jedoch zeitaufwändig und kompliziert. Bei schlechten Lichtverhältnissen und lichtschwachen Objektiven funktioniert es gar nicht. Ohne eine kalibrierte Entfernungsskala an der Kamera oder am Objektiv konnte damit die Aufnahmedistanz – der Wert – noch nicht ermittelt werden.
Die Entfernung als Wert zu messen und zu kennen ist in vielen Bereichen der Fotografie aber notwendig, um z. B. den Schärfenbereich eines Objektivs nutzen zu können oder in der Infrarotfotografie den Fokuspunkt auf den Infrarotindex zu korrigieren. Auf die Bedeutung der Entfernungsmessung in der Fotografie musste bei den ersten angebotenen Modellen noch deutlich hingewiesen werden. Mittlerweile existiert eine Vielzahl von technischen Varianten.

## Manuelle Entfernungsmesser
Einfache Modelle arbeiten nach dem Prinzip des Mischbild- oder Schnittbildentfernungsmesser. Diese optischen Geräte heißen auch Telemeter.
Sie werden in den Zubehör- oder Blitzschuh der Kamera eingesteckt. Nach erfolgter Messung wird die an einer Skala abgelesene Entfernung von Hand auf die geeichte Skala des Objektivs übertragen. Einige Hersteller (z. B. Zeiss-Ikon) fertigten Modelle mit integriertem (optischen) Belichtungsmesser an, oder solche, die den korrekten – der Brennweite des Objektivs entsprechenden – Bildausschnitt zeigten. Andere konstruierten Ausführungen, die – abhängig von der gemessenen Entfernung – den Messwinkel von Entfernungsmesser zur Kamera automatisch veränderten, um die Parallaxe auszugleichen. Luxusausführungen kombinierten die Funktionen Entfernungsmesser, Belichtungsmesser sowie parallaxe-korrigierten Sucher (einstellbar auf die verwendete Brennweite des Objektivs) in einem Gerät.
Elektronische Entfernungsmesser arbeiten heute mittels Infrarot-Laufzeitverfahren auch bei völliger Dunkelheit. Sie sind häufig in einem Blitzgerät eingebaut; es existieren aber auch Handmodelle.

## Gekoppelte Entfernungsmesser
Diese sind direkt in die Kamera eingebaut. Die Entfernung muss bei keiner dieser Varianten nach der Messung abgelesen und von Hand übertragen werden, sondern das Objektiv ist mechanisch (oder elektrisch) direkt mit dem Messsystem verbunden. Das bedeutet, dass bereits während des Messvorgangs das verwendete Objektiv scharfgestellt wird.
Interessant ist, dass einige Hersteller Messsucherkameras (Leica M, Nikon SP, Voigtländer Bessa R u. a.) entwickelt haben, bei denen verschiedene auswechselbare Objektive mit dem Entfernungsmesser der Kamera zu koppeln waren. In dem als Sucher gestalteten Entfernungsmesser war dann auch gleichzeitig der zum Objektiv passende Bildausschnitt zu erkennen.
Man unterscheidet sechs Bauformen:

### Mischbild-Entfernungsmesser
Über ein System von z. T. teildurchlässigen Spiegeln B, bei dem ein zusätzliches Prisma A drehbar angeordnet ist, werden zwei identische Bildausschnitte des Aufnahmeobjekts C optisch zur Deckung gebracht. Häufig sind diese direkt in den Sucher eingespiegelt.

### Inverser Mischbild-Entfernungsmesser

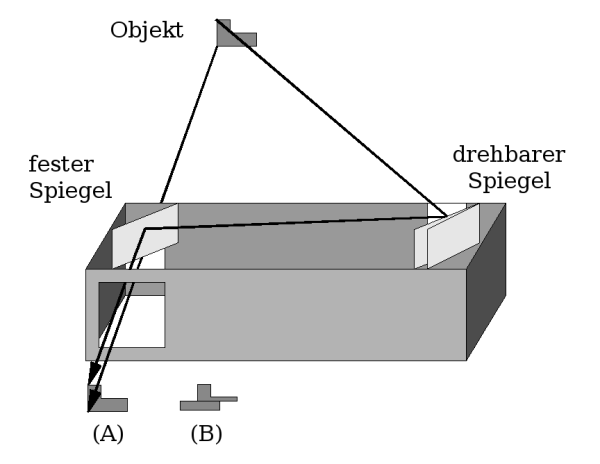
Prinzip des Schnittbild-Entfernungsmessers

Eine eingebaute Leuchte projiziert bei mäßigem Umgebungslicht oder Dunkelheit zwei Lichtkegel auf das Motiv, die zur Deckung gebracht werden müssen, vgl. (Kalart Focuspot). Er fand zunächst nur beim amerikanischen Militär Anwendung. Mit dem Anstieg der Popularität der Blitzlichtfotografie nach dem Zweiten Weltkrieg konnte mit der zivilen Version des Focuspot z. B. an Graflex und Rolleiflex Kameras die Entfernungsmessung von jedermann bei vollkommener Dunkelheit durchgeführt werden.

### Schnittbild-Entfernungsmesser
Ähnlich wie beim Mischbild-Entfernungsmesser müssen beim  Schnittbild-Entfernungsmesserzwei eingespiegelte Teilbilder im Okular übereinander gebracht werden, um bei korrekter Entfernungsmessung ein Vollbild zu erhalten. Bei diesem System kann auf teildurchlässige Spiegel verzichtet werden. Auch hier kann das optische Messfenster im Sucher eingespiegelt sein.

### Zweiäugige Spiegelreflexkamera
Die Entfernungsmessung wird bei der Zweiäugigen Spiegelreflexkamera über den subjektiven Schärfeeindruck durch eine zweite identische, mit dem Aufnahmeobjektiv gekoppelte Optik bestimmt. In der Regel wurde das Bild dieses zweiten Objektivs über einen Spiegel nach oben auf eine Mattscheibe projiziert. Damit ist das Bild zwar mit beiden Augen und aufrechtstehend aber nur seitenverkehrt zu betrachten. Einige Hersteller boten Prismenaufsätze an, um das Bild seitenrichtig und in Aufnahmerichtung beurteilen zu können. Der durch das Sucherobjektiv gewonnene Schärfeeindruck war durch die starre Verbindung mit dem darunter liegenden Aufnahmeobjektiv auf einer gemeinsamen Objektivplatine der Indikator an einer Skala für die Scharfeinstellung der Kamera.

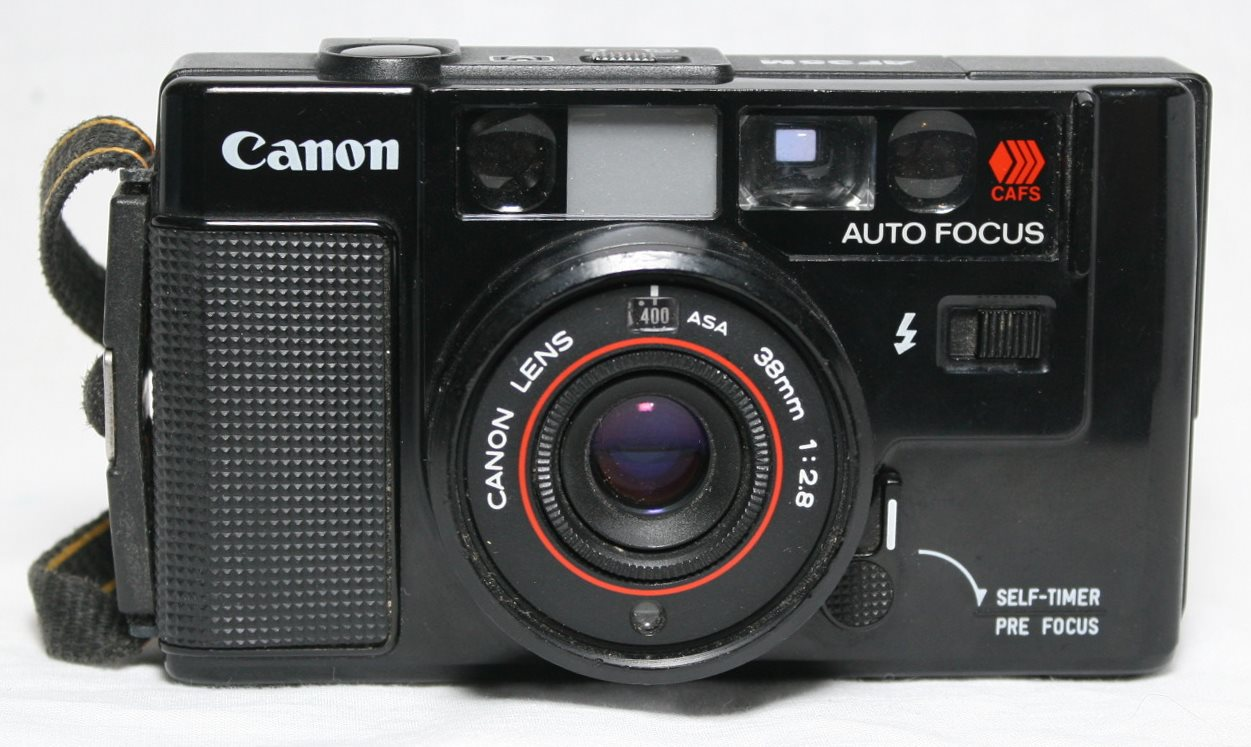
Canon AF35M mit Autofokus über Infrarot-Entfernungsmessung (1979)

### Entfernungsmessung über Infrarot-Laufzeitverfahren
Die zurückgelegte Zeit des vom eingebauten Infrarotsender ausgesandten Lichts wird im Empfängersensor ausgewertet und automatisch auf das Objektiv und ggf. in das eingebaute Blitzgerät übertragen. Manche Ausführungen arbeiten teilweise im sichtbaren Lichtspektrum und erlauben den Einsatz von Autofokus-Systemen bei schlechten Lichtverhältnissen.

### Entfernungsmessung über Ultraschall-Laufzeitverfahren
Die zurückgelegte Zeit eines vom eingebauten Ultraschallsender ausgesandten Signals wird im Empfängersensor ausgewertet (Sonarsystem von Polaroid) und automatisch auf das Objektiv übertragen. Nachteil: eine zwischen Kamera und Motiv befindliche Glasscheibe (z. B. Fenster) verfälscht das Messergebnis.

## Entfernungsmessung durch das Aufnahmeobjektiv

### Auf der Mattscheibe in der Filmebene
Bei Großformatkameras wird in der Filmebene eine Mattscheibe befestigt und die Entfernung durch den Schärfeeindruck des vom Objektiv auf der Mattscheibe projizierten Bildes bestimmt. Der Wert kann auf einer kalibrierten Skala im Laufboden abgelesen werden. Bei einigen Modellen muss die Mattscheibe nach der Einstellung für die Aufnahme weggeklappt oder verschoben werden. Andere lassen sich anheben und die Filmkassette wird dann einfach zwischen Mattscheibe und Kamera geschoben.
Großformatkameras nach dem Prinzip der optischen Bank bieten konstruktionsbedingt keine Möglichkeit, einen Messwert für die eingestellte Entfernung abzulesen.

### Über Spiegelreflex-Suchersysteme

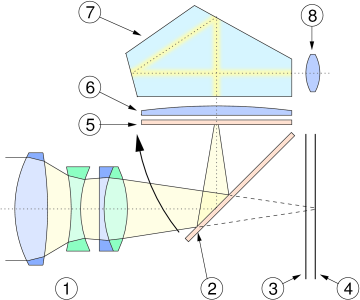
Prinzip der Spiegelreflexkamera

#### Manuell
Bei der einäugigen Spiegelreflexkamera (englisch single lens reflex, SLR) wird die Entfernung direkt durch das Aufnahmeobjektiv 1 über den Umweg über einen hochklappbaren Spiegel 2 auf der Mattscheibe 5 eingestellt. Um das Bild aufrecht und seitenrichtig beurteilen zu können, werden häufig Dachkantprismen 7 eingesetzt. Das Sucherbild kann noch durch eine Kondensorlinse oder Fresnelscheibe 6 aufgehellt und mittels Okular 8 vergrößert werden. Während der Messung bleibt der Film 4 durch den Verschluss 3 verdeckt. Häufig werden bei SLR zusätzlich optische Einstellhilfen (Schnittbildindikator, Mikroprismen) oder elektronische Indikatoren (z. B. Nikon F3AF im Manuellmodus) verwendet, die die Feinbestimmung der Entfernung erleichtern. Das Prinzip der Entfernungsmessung ist in dem Fall direkt mit dem vom Fotografen optisch empfundenen Schärfeeindruck auf der Mattscheibe gekoppelt. Der Wert kann ggf. nach der Messung von der Skala am Objektiv abgelesen werden.

#### Automatisch
Bei modernen SLR – insbesondere bei Digitalkameras – wird die Entfernungsmessung meist automatisch vorgenommen. Man spricht in dem Fall von Autofokus.
Üblich sind zurzeit zwei Bauformen:
- Kantenkontrastmessung – über den elektronischen Aufnahmesensor in der Kamera werden Bereiche großer Helligkeitsschwankungen (Kanten) zur Interpretation der Schärfe elektronisch ausgewertet, bis diese Kontrastübergänge durch Verstellen der Scharfeinstellung maximal sind.
- Phasenvergleich – mit Hilfe eines zusätzlich in die Kamera eingebauten Sensors nach dem Prinzip der Triangulation. Man unterscheidet hier zwischen einfachen Liniensensoren und zweidimensionalen Kreuzsensoren.

Bei den Objektiven moderner digitaler Spiegelreflexkameras wird mittlerweile das Anzeigefenster für die ermittelte Entfernung eingespart; mithin kann man hier nicht mehr von einem klassischen Entfernungsmesser sprechen. Der Kamera ist in diesem Fall zwar die genau gemessene Entfernung bekannt, dem Fotografen aber nicht mehr.